# ادام فولدس
ادام فولدس (انگلیسی: Adam Foulds؛ زادهٔ ۸ اکتبر ۱۹۷۴) یک  شاعر و رمان‌نویس اهل بریتانیا است. وی از سال ۲۰۰۷ میلادی تاکنون مشغول فعالیت بوده‌است.